# Sinestro
Sinestro är en seriefigur, en superskurk, som dyker upp DC Comics universum. Figuren skapades av John Broome och Gil Kane, och hade sin första medverkan i Green Lantern (vol. 2) #7 (1961). Sinestro, som tidigare var Green Lantern Corps mentor, brukar allmänt betraktas som de gröna lyktornas ärkefiende, särskilt till Hal Jordan som han hyser ett extra stort agg emot. Efter att ha blivit bannlyst från Green Lantern Corps startade Sinestro sin egen kår av personer som kunde "inprägla stor rädsla".
År 2009 rankades figuren som nummer 15 i IGN:s lista över de 100 bästa serietidningsskurkarna någonsin.

## Fiktiv biografi
Sinestro föddes på planeten Korugar i rymdsektorn 1417. Hans engagemang för att bevara ordning manifesterades ursprungligen i hans tidigare karriär som en antropolog specialiserad på rekonstruktioner av ruinerna av länge utdöda civilisationer. En dag när han var på en sådan plats kraschlandade en grön lykta vid namn Prohl Gosgotha på platsen, den blev skadad och var till synes döende. Han gav snabbt sin ring till Sinestro, precis i tid för Sinestro, som knappt förstod vad ringen kunde göra, att försvara sig från lyktans förföljare, en krigare från Qward. Sinestro var tvungen att förstöra ruinerna som han omsorgsfullt tillbringat tid att återställa för att besegra qwardianen. Efter det visade sig Gosgotha fortfarande vara vid liv och bad om att få tillbaka sin ring för att hålla sig vid liv tillräckligt länge för att få hjälp. Sinestro, som visste att det skulle innebära att han själv inte skulle förbli en grön lykta, lät istället honom dö och tog över hans plats. Väktarna var omedvetna om hans handlingar.
I Green Lantern #45 visas hans fru för första gången i en tillbakablick, och avslöjas vara syster till Abin Sur.
Hans önskan om ordning gav honom framgång i kåren, och ledde honom inledningsvis att bli en av de största gröna lyktorna. Efter att åren gick blev han mer och mer besatt, inte bara av att skydda sin sektor, utan även av att bevara ordningen i samhället på sin hemplanet, oavsett kostnaden. Så småningom drog han slutsatsen att det bästa sättet att uppnå detta var att erövra Korugar och styra planeten som en diktator.
När Hal Jordan gick med i de gröna lyktornas kår presenterade Sinestro sig själv som hans instruktör. Jordan blev förskräckt över sin nya mentors totalitära metoder, men Sinestro hävdade att hans järnhårda styre var nödvändigt för att skydda sitt folk från främmande krafter. Under sin utbildning hjälpte Jordan Sinestro att avvärja ett försök till en invasion av Korugar av främmande krigsherrar som kallades Khunds. När Jordan kallade på hjälp från de andra gröna lyktorna blev Sinestros diktatur avslöjad, och han var tvungen att framträda inför väktarna för att få sitt straff. Katma Tui, ledare för en korugariansk motståndsrörelse, som ansåg att Sinestros "skydd" höll sitt folk från att växa som ett samhälle genom kontakt med andra främmande raser, rekryterades som hans ersättare i kåren. Trots att Katma Tui så småningom blev en av de mest respekterade gröna lyktorna motstod hon och resten av Korugar initialt hennes utnämning till kåren. På grund av Sinestros agerande hade Korugar kommit att betrakta de gröna lyktornas symbol som en symbol för terror och förtryck.

## Krafter och förmågor
Sinestro använder en kraftring som ger honom flygförmåga, kapacitet att överleva i alla miljöer och möjligheten att skapa konstruktioner av alla former och storlekar. Ringen måste regelbundet laddas med hjälp av ett batteri format som en lykta. Många gånger under hans skurkaktiga karriär använde han en gul ring som skapats åt honom av qwardianerna. Denna ring har ett övertag mot de gröna lyktornas ringar, i och med att dessa inte har någon effekt på gul färg. I en underlig ödesnyck började han så småningom med en annan viljestyrkering. Senare var han tvungen att gå med Indigo Tribe och använda en ring av medkänsla tills han slutligen blev frigjord.

## I andra medier
- Sinestro medverkar i Super Friends-serien, med röst av Vic Perrin. I Challenge of the Super Friends (1978) är han en av medlemmarna av Legion of Doom. Han medverkar även i avsnittet "The Revenge of Doom" av Super Friends (1980), tillsammans med resten av Legion of Doom.

- Charlie Callas spelade Sinestro i TV-specialaren Legends of the Superheroes (1979).

- Sinestro medverkar i DC Animated Universe, med röst av Ted Levine. Han medverkar först i avsnittet "In Brightest Day..." av Stålmannen (1996-2000), där han har en kamp mot Stålmannen och den nyligen rekryterade gröna lyktan Kyle Rayner. Han dyker sedan upp i Justice League (2001-2004) som en del av Gorilla Grodds Secret Society. Sinestro medverkar sedan i avsnittet "Fallen Hero" av Static Shock (2000-2004), där han stjäl John Stewarts laddningsbatteri. Sinestro är även en av medlemmarna av Secret Society i Justice League Unlimited (2004-2006), som efter ett myteri blir lett av Lex Luthor.

- Sinestro medverkar i avsnittet "The Green Loontern" av Duck Dodgers (2003-2005), med röst av John de Lancie, där han försöker kidnappa alla gröna lyktor, men blir stoppad av Duck Dodgers själv.

- Sinestro dyker upp i avsnittet "Ring Toss" av The Batman (2004-2008), med röst av Miguel Ferrer. Precis som i serietidningarna undervisade Sinestro som Hal Jordans lärare tills han blev maktgalen och till slut besegrades av de gröna lyktorna.

- Sinestro dyker upp i några avsnitt av Batman: Den tappre och modige (2008-2011), med röst av Xander Berkeley.

- Victor Garber gör rösten till Sinestro, som medverkar som huvudskurken, i filmen Green Lantern: First Flight (2009). Sinestro är en respekterad medlem av Green Lantern Corps, men tror inte att väktarna är tillräckligt proaktiva för att upprätthålla ordningen i universum. I sin strävan att störta Oa för att ingjuta sitt varumärke av ordning genom rädsla samarbetar han med Corps medlem Boodikka och diktatorn Kanjar Ro på jakt efter det gula elementet för att skapa ett vapen som kan förstöra kåren.

- I filmen Green Lantern: Emerald Knights (2011) gjordes Sinestros röst av Jason Isaacs. I filmen är han fortfarande medlem av Green Lantern Corps.

- Mark Strong spelade rollen som Sinestro i filmen Green Lantern från 2011. Filmens Sinestro följer ungefär samma historik som serietidningarnas. Han porträtteras som Green Lantern Corps respektabla mentor till dess att hans korruption avslöjas, och han börjar använda en gul kraftring mot hjältarna.

- Sinestro introduceras i avsnittet "Prisoner of Sinestro" av Green Lantern: The Animated Series (2011-2013), med röst av Ron Perlman.